# Grupo Ponzán
Grupo Ponzán es el nombre por el que se conoce la organización de guías y correos, formada mayoritariamente por españoles anarquistas, que actuó en el sur de Francia y en España durante la Segunda Guerra Mundial, que toma su nombre del que fuera su principal responsable, Francisco Ponzán. Su centro de operaciones radicaba en Toulouse. 

## Historia
El Grupo Ponzán trabajó para los servicios secretos franceses, belgas y, sobre todo, ingleses. En el contexto de la guerra y la Francia ocupada, los aliados tenían necesidad de contar con pasos clandestinos de la frontera española que les permitiera evadir a personas en peligro (particularmente aviadores derribados en suelo francés) y conducir correos a sus embajadas y consulados. Los anarquistas del Grupo Ponzán pretendían extender y fortalecer la lucha contra Franco en todos los frentes posibles y la colaboración con los servicios secretos aliados les aportaban financiación, armas y contactos.
Los recelos son mutuos. Son reveladoras en este sentido las palabras de Albert Guérisse, responsable de la "red de evasión" inglesa Pat O'Leary: “Vidal (Vidal es el apellido materno de Ponzán, a quien se refiere Guérisse) no tenía simpatía particular por los ingleses. Les tenía la misma consideración que a franceses y alemanes; es decir, los consideraba peones de un tablero de ajedrez. El tablero era España, al otro lado de las montañas. España dominada por Franco. Rebelde, impaciente por actuar, arrastrando viejos sueños de anarquista, Vidal siempre reclamaba armas”.
Robert Terres, agente francés, se refiere así a los miembros del Grupo Ponzán: “Reclutados (por los ingleses) en las regiones fronterizas entre los elementos más irreductibles y más idealistas de los refugiados antifascistas decididos a continuar la lucha contra Franco y dispuestos para ello a aceptar cualquier ayuda (...) en forma de protección y de dinero”.
Agustín Remiro, detenido y condenado a muerte tras una misión del Grupo en España y Portugal, escribe en una carta dirigida a López (seguramente Eusebio López Laguarta) desde la cárcel de Madrid: "No os fieis de los ingleses, son unos canallas (...) y sólo nos quieren para explotar nuestra voluntad. No estoy despechado, no, sólo os hablo con el fin de que no seáis víctimas de los responsables del dolor español".
Son destacados colaboradores del Grupo, además de Francisco Ponzán, entre otros: su hermana Pilar Ponzán, Joan Català, Floreal Barberà, Palmira Pla Pechovierto, Juan Manuel Barrabés, Juan Zafón, Elisa Garrido, Manuel Huet, José Ester, Agustín Remiro, Vicente Moriones, Miguel Chueca, Amadeo Casares, Eusebio López Laguarta.
El Grupo participó en la evasión de alrededor de tres mil personas y prestó un número indefinido de servicios de correo.

## Enlace
- http://redesevasion.blogspot.com/2007/08/la-batalla-del-pirineo-redes-de-evasin.html
- https://www.rtve.es/play/videos/somos-documentales/red-ponzan/15970901/

- Datos: Q8965176
- Multimedia: Ponzán group / Q8965176